# Crotalaria vasculosa
Crotalaria vasculosa är en ärtväxtart som beskrevs av George Bentham. Crotalaria vasculosa ingår i släktet sunnhampor, och familjen ärtväxter. Inga underarter finns listade i Catalogue of Life.